# 히가시쿠시로역
히가시쿠시로역(일본어: 東釧路駅,ひがしくしろえき)은 홋카이도 구시로시에 위치한 홋카이도 여객철도의 철도역이다.

## 운행노선
- 홋카이도 여객철도 (JR 홋카이도)
  - 네무로 본선
  - 센모 본선 (모든 열차가 구시로역에서 발착함)